# Karl Krug (Maler)
Karl Krug (* 10. Oktober 1900 in Leipzig; † 8. März 1983 ebenda) war ein deutscher Maler.

## Leben und Werk
Krug machte nach Abschluss der Volksschule von 1915 bis 1918 eine Lehre als Maschinenbauzeichner und Betriebstechniker. 1918 wurde er zum Kriegsdienst eingezogen. Nach Kriegsende arbeitete er als Betriebstechniker. Ab 1921 war er Schüler an der Staatlichen Akademie für graphische Künste und Buchgewerbe in Leipzig, 1923 bis 1925 Tagesschüler der Vorschule der Akademie. 1925 bis 1931 studierte er bei Fritz Ernst Rentsch, Bruno Héroux, Alois Kolb, Paul Horst-Schulze und Hans Soltmann. Bei Horst-Schulze war er Meisterschüler.
Ab 1925 unternahm Krug Studienreisen nach Italien und Schleswig-Holstein, von 1935 bis 1939 ins Riesengebirge, in das Elbsandsteingebirge und an die Kurische Nehrung. 1927 hatte er einen Studienaufenthalt in Glücksburg. Finanzielle Durststrecken konnte er mit Hilfe von Stipendien und Unterstützung durch Mäzene, darunter der Leipziger Industrielle Jan Heini Möbius, durchstehen.
Nachdem er anfangs noch Bildhauer werden wollte, befasste Krug sich bald mit der Technik des Kupferstichs. Seine erste erhaltene Arbeit, ein Wappen vor dem Hintergrund einer Landschaft, ist auf 1928 datiert. Er kam dann zu weiteren Aufträgen, oft mit der Darstellung von Wappen und dekorativen, kalligraphische und symbolischen Elementen. Ab 1932 arbeitete Krug freiberuflich in Leipzig. In der Zeit des Nationalsozialismus war er obligatorisch Mitglied der Reichskammer der bildenden Künste.
1939 wurde Krug zum Kriegsdienst eingezogen und 1941 nach Norwegen versetzt, wo er 1945 in Kriegsgefangenschaft geriet. Die norwegischen Jahre prägten ihn künstlerisch stark. „Wiederholt treten die weiten, kargen menschenleeren Wälder und skandinavischen Lichtverhältnisse in seinen Arbeiten auf. Neben diversen Bildwerken, Grafiken und Gemälden, die im Titel direkt auf das Land verweisen, sind es auch die Reduktion der Bildbestandteile und Ruhe im Bildraum, die sich in Krugs Schaffen einprägen.“
1943 wurde das Atelier Krugs in Leipzig mit dem größten Teil seiner bis dahin entstandenen Kunstwerke bei einem Bombenangriff zerstört. Die von ihm in Norwegen geschaffenen und nach Leipzig versandten 40 Gemälde und Zeichnungen kamen dort nie an.
1947 kehrte Krug aus norwegischer Kriegsgefangenschaft nach Leipzig zurück. Arbeit fand er anfangs als Werkstattgehilfe bei einem Leipziger Kunstschmied. Künstlerisch musste er neu beginnen. Anfangs war er Mitarbeiter im Kollektiv für Agit-Kunst, dann arbeitete er freiberuflich. Er gehörte in Leipzig zu einer „Gruppe der älteren Landschaftsmaler, die in vorwiegend nachimpressionistisch-sensibler, zum Teil expressionistischer Form, qualitätsvoll die Umgebung der Stadt, aber auch Motive aus den Randgebieten und Vororten, vereinzelt auch innerstädtische Situationen gestalteten.“ Ihre Arbeiten wurden „von Kennern und Liebhabern zwar weiterhin geschätzt, spielten aber in der öffentlichen Diskussion kaum eine Rolle.“ Dazu gehörten u. a. Franz Oskar Behringer, Walter Bodenthal, Rolf Huhn, Karl Miersch und Heinz Eberhard Strüning.
Von 1950 bis 1965 war Krug Oberassistent und Dozent für Relief-Gravur und Stempelschnitt an der Hochschule für Grafik und Buchkunst Leipzig und Leiter der Werkstatt für Radierung und Kupferstich. Seit 1952 gehörte er dem Verband Bildender Künstler der DDR an. Ab 1965 arbeitete er in Leipzig wieder freiberuflich als Maler und Grafiker. Hauptmotiv seiner Werke waren ab 1970 wurden Landschaftsdarstellungen.
Zu seinen Schülern gehörten u. a. Wolfgang Böttcher, Sighard Gille, Ulrich Hachulla, Bernhard Heisig, Reinhard Minkewitz, Michael Morgner, Gerhard Kurt Müller, Rolf Münzner, Gert Pötzschig, Thomas Ranft, Peter Schnürpel und Volker Stelzmann.

## Ehrungen und Stipendien
- 1930, 1933 und 1935 Ernst-Keil-Stipendium der Staatlichen Akademie für graphische Künste und Buchgewerbe Leipzig
- 1975: Kunstpreis der Stadt Leipzig
- Der Verein Leipziger Grafikbörse verleiht jährlich den „Karl-Krug-Preis für Druckgrafik“.[6]

## Rezeption
„…ein tüchtiger Radierer und Maler, ein Landschafter, der bei aller fast wie ziseliert wirkenden Genauigkeit seiner Kunst über die Gegenstände seiner Darstellung den Zauber des Lichts und der Atmosphäre auszubreiten wusste…“
„Die für Krug typische, zunehmende monochrome Ausgestaltung seiner Malereien erlangte letztlich in der Grafik ihre vollständige Wirkung. In seinem Spätwerk zeigt sich insbesondere bei der Grafik, dass Krug mit der zunehmenden Beherrschung des Materials auch die Möglichkeit gewann, abstrakter zu arbeiten, ohne dem Motiv, häufig das Leipziger Umland, seine Natürlichkeit zu nehmen. Es wiederholen sich Elemente aus der Natur, wie Bäume, Hügel, Flüsse, die er in unterschiedlichen Konstellationen als finales Werk ausarbeitete.“

## Werke (Auswahl)

### Tafelbilder (Auswahl)
- Waldweg im Winter (Öl, 1932; Lindenau-Museum Altenburg/Thüringen)[9]

- Rote Häuser (Öl, 1952)[10][11]
- Erinnerung an Norwegen (Öl; auf der Fünften Deutschen Kunstausstellung in Dresden)[12]
- Könneritz mit Brücke (Öl, 1966; auf der VI. Deutschen Kunstausstellung in Dresden)[13]
- Tümpel im Winter (Öl, 1970; auf der VII. Kunstausstellung der DDR)[14]
- Bäume am Weiher (Öl auf Leinwand, 1970, 49,5 × 60,5 cm; Kunsthalle der Sparkasse Leipzig)[15]
- Aus Norwegen (Öl, 1977; auf der VIII. Kunstausstellung der DDR)[16]
- Tümpel im Herbst (Öl, 1979; Gemäldegalerie Neue Meister)[17]
- Am Weiher (Öl, 1981; Berliner Nationalgalerie)[18]

### Druckgrafik (Auswahl)
- Aus Norwegen (Radierung, 1981; auf der IX. Kunstausstellung der DDR)[19]

## Ausstellungen (unvollständig)

### Einzelausstellungen
- 1976: Leipzig, Galerie am Sachsenplatz (mit Heinz Wagner)

#### Postum
- 1983: Leipzig, Museum der bildenden Künste
- 1986: Leipzig, Galerie am Sachsenplatz, Leipzig
- 2010: Leipzig, Galerie am Sachsenplatz, Leipzig
- 2017: Panitzsch, Kirche Panitsch (Landschaftsgrafik)
- 2018: Leipzig, Galerie Irrgang (Karl Krug und die Folgen – „Was macht er denn da?“)
- 2018: Chemnitz, Galerie Agricolastraße[20]

### Teilnahme an Gruppenausstellungen vor 1945
- 1931: Leipzig, Große Leipziger Kunstausstellung
- 1937: Hamburg, Kunsthalle, Kunstausstellung des Hilfswerks für die deutsche bildende Kunst in der NS-Volkswohlfahrt
- 1939: München, Große Deutsche Kunstausstellung (mit einer bronzenen Dante-Plakette)

### Teilnahme an zentralen und wichtigen regionalen Ausstellungen in der DDR
- 1955 bis 1985: Leipzig, acht Bezirkskunstausstellungen
- 1962/1963, 1967/1968, 1972/1973, 1977/1978 und 1982/1983: Dresden, Deutsche Kunstausstellungen bzw. Kunstausstellungen der DDR
- 1965: Leipzig, Museum der Bildenden Künste („500 Jahre Kunst in Leipzig“)
- 1969: Leipzig („Kunst und Sport“)
- 1974: Berlin („Grafik in der DDR“)
- 1979: Altenburg/Thüringen, Lindenau-Museum („Radierung und Kupferstich im Bezirk Leipzig“)
- 1983: Freital, Schloss Burgk („Druckgrafik der DDR“)
- 1984: Berlin, Altes Museum („Alltag und Epoche“)
- 1984: Leipzig, Museum der bildenden Künste („Kunst in Leipzig 1949–1984“)
- 1985: Erfurt, Gelände der Internationalen Gartenbauausstellung („Künstler im Bündnis“)

## Museen und öffentliche Sammlungen mit Werken Krugs (unvollständig)
- Eisenhüttenstadt: Städtisches Museum
- Frankfurt (Oder): Museum Junge Kunst
- Jena: Kunstsammlung Städtische Museen
- Leipzig: Kustodie der Universität
- Leipzig: Museum der bildenden Künste
- Leipzig: Stadtgeschichtliches Museum
- Leipzig: Kunsthalle der Sparkasse Leipzig[21]
- Neubrandenburg: Kunstsammlung Neubrandenburg
- Weimar: Klassik Stiftung Weimar